# 95072 ČVUT
95072 ČVUT è un asteroide della fascia principale. Scoperto nel 2002, presenta un'orbita caratterizzata da un semiasse maggiore pari a 2,7160565 au e da un'eccentricità di 0,1815865, inclinata di 2,71100° rispetto all'eclittica.